# Convair R3Y Tradewind
Il Convair R3Y Tradewind era un idrovolante a scafo centrale prodotto dall'azienda aeronautica statunitense Convair negli anni cinquanta.
Caratterizzato dalla propulsione quadrimotore turboelica venne utilizzato dalla United States Navy come aereo da trasporto e successivamente come aerocisterna.

## Storia del progetto

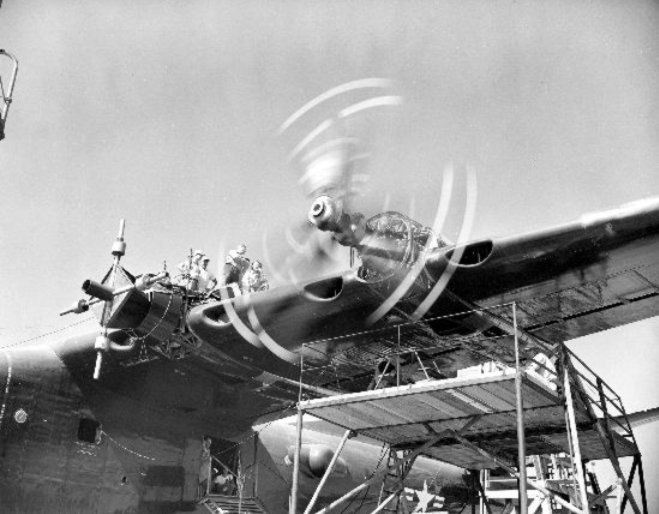
Prova dei motori Allison T40 sul prototipo XP5Y-1; 1950.

Dopo la conclusione della seconda guerra mondiale la United States Navy ritenne necessario dotarsi di un nuovo idrovolante da trasporto caratterizzato dalla grande capacità di carico. Tra le specifiche del nuovo progetto, la richiesta di integrare le nuove tecnologie sviluppate durante il conflitto, in particolar modo l'ala che sfruttava le proprietà del flusso in regime laminare ed il motore turboelica in quel momento in fase di sviluppo.
Alla richiesta rispose la Convair con il Model 117, un grande idrovolante a scafo centrale caratterizzato dall'adozione di un'ala alta su cui erano posizionati 4 nuovi motori Allison T-40 abbinati ad altrettante eliche controrotanti a sei pale.
La U.S. Navy si dichiarò interessata ed emise, il 27 maggio 1946, un ordine per la fornitura di due prototipi per le valutazioni ai quali venne assegnata la designazione ufficiale XP5Y-1.
Lo sviluppo impegnò la Convair per i successivi quattro anni ed il primo esemplare venne portato in volo per la prima volta il 18 aprile 1950 a San Diego. In agosto lo stesso stabilì il primato di autonomia per velivoli equipaggiati con motori turboelica rimanendo in volo per 8 ore e 6 minuti. In seguito la U.S. Navy decise di cambiare il ruolo inizialmente assegnato al nuovo idrovolante, quello di pattugliamento marittimo a quello di trasporto di personale e materiali.
Nonostante il 15 luglio 1953 si fosse verificato un incidente che causò la perdita di un esemplare di XP5Y-1, risoltosi fortunatamente senza la morte del suo equipaggio, i lavori di sviluppo continuarono. La versione da trasporto/cargo venne designata R3Y-1 Tradewind e venne portata in volo per la prima volta il 25 febbraio 1954. Le principali modifiche riguardarono l'eliminazione di tutti gli armamenti e dell'impennaggio, l'adozione di un portellone d'accesso laterale da 10 ft (3,05 m) e di gondole motore modificate per accogliere il nuovo sviluppo dei motori originali, il T40-A-10. La cabina passeggeri venne insonorizzata, pressurizzata e dotata di aria condizionata per un totale di 103 posti o alternativamente per ospitare 24 ton di carico. In versione aeroambulanza era invece possibile ospitare 92 barelle.
I primi due esemplari costruiti in configurazione P5Y erano equipaggiati con 8 000 lb (3 600 kg) di carico bellico, tra bombe, mine, cariche di profondità e siluri, inoltre 5 paia di cannoncini da 20 mm collocati sulla parte anteriore, sui lati dello scafo e in una torretta in coda. I successivi 5 esemplari furono realizzati in versione R3Y-1 destinata al trasporto truppa e al servizio di rifornimento in volo. Gli ultimi 6 esemplari, gli R3Y-2, furono una variante caratterizzata da un muso sollevabile, incernierato verso l'alto, e una cabina di pilotaggio rialzata, una soluzione simile a quella adottata nel Lockheed C-5 Galaxy per il trasporto pesante e operazioni di sbarco.
In totale vennero costruiti 11 esemplari, sei di questi nella versione R3Y-2 caratterizzata dal muso sollevabile per le operazioni di carico e destinati al ruolo di mezzo da sbarco volante. Quando poi vennero assegnati ai reparti, si scoprì che durante le operazioni di carico e scarico, per i piloti era quali impossibile tenere il velivolo livellato ed accostato con il muso alla spiaggia. A causa di queste difficoltà che ne compromettevano l'uso per il ruolo per il quale erano stati concepiti, gli esemplari vennero convertiti in aerei cisterna per il rifornimento in volo. Ebbero una breve vita operativa a causa della scarsa affidabilità dei motori Allison T-40, destino comune alla maggior parte dei primi velivoli dotati di motori turboelica come, ad esempio, il Douglas A2D Skyshark da attacco al suolo.

## Impiego operativo

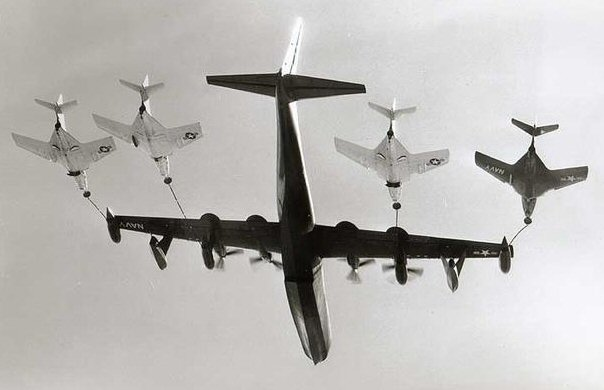
L'R3Y-2 Tradewind mentre rifornisce, nel 1956, contemporaneamente in volo 4 caccia Grumman F9F Cougar, stabilendo un nuovo primato.

Nel 1954 l'R3Y conseguì il primato transcontinentale di velocità massima raggiunta per la categoria degli idrovolanti, raggiungendo i 403 mph (649 km/h), record ottenuto sfruttando una corrente a getto ad alta quota e che risulta attualmente imbattuto per la sua categoria.
Dopo le prove di valutazione il velivolo venne assegnato al Transport Squadron VR-2 (squadrone di trasporto) della U.S. Navy il 31 marzo 1956. Problemi legati alla combinazione motore-elica ne causarono però la sospensione dell'impiego operativo prima a scopo cautelativo per poi toglierli definitivamente dal servizio il 16 aprile 1958.
I sei esemplari R3Y-2 furono convertiti in aerocisterne a 4 punti di rifornimento usando il metodo con cestello e sonda flessibile. Nel settembre 1956 uno di questi riuscì con successo a rifornire in volo 4 caccia Grumman F9F Cougar contemporaneamente.
Il programma venne interrotto dopo il tredicesimo esemplare costruito, a causa dell'inaffidabilità delle turboeliche Allison T-40. Dopo la perdita per incidente di uno dei due XP5Y-1, la commissione di inchiesta stabilì che la causa era da addebitare ad un malfunzionamento di un T-40 per cui, nonostante si fosse ottenuto qualche piccolo progresso nell'affidabilità del motore, la marina preferì non azzardare un'ulteriore fornitura e decretò la sospensione del programma.
La decisione si rivelò corretta, in quanto successivamente si verificarono altri tre incidenti che si portarono tutti alla perdita dei velivoli, sempre per problemi imputabili al malfunzionamento dei T-40 con i quali erano equipaggiati. La U.S. Navy impose di radiare tutti i P5Y e R3Y dal servizio operativo e gli esemplari superstiti, che risultavano tutti non operativi nel 1958, vennero successivamente smantellati.

## Versioni

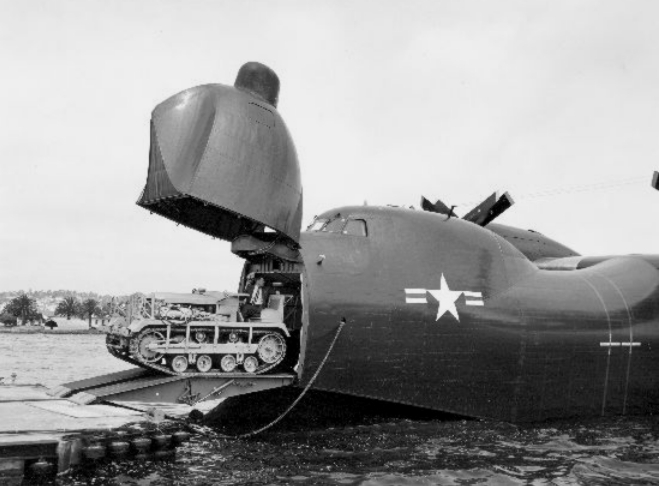
Un R3Y-2 con il portellone di carico del muso sollevato.

XP5Y-1
prototipo per il ruolo di aereo da pattugliamento marittimo, realizzato in 2 esemplari.
R3Y-1
versione da trasporto destinata alla United States Navy dotata di portellone di carico laterale, realizzata in 5 esemplari.
R3Y-2
versione da trasporto, sviluppo dell'R3Y-1, caratterizzata dal muso corto dotato di portellone di carico incernierato verso l'alto, successivamente convertita in aerocisterna a quattro punti, realizzata in 6 esemplari.

## Utilizzatori
Stati Uniti
- United States Navy